# Mine de charbon Dobropillia
La mine de Dobropillia (en ukrainien : Шахта «Добропільська») est une mine de charbon située en Ukraine, dans l'oblast de Donetsk, dans la ville de Dobropillia.

## Production
Avec des réserves estimées de 58,6 million de tonnes, sa production annuelle est de 1,02 million de tonnes.